# بي وو هي
بي وو هي (من مواليد 21 نوفمبر 1991) ، والمعروفة باسم Woohee ، هي مغنية وكاتبة أغاني وممثلة كورية جنوبية. اشتهرت بأنها عضوة في مجموعة الفتيات الكورية الجنوبية دال شابيت وحصلت على المركز السابع في برنامج The Unit ، مما جعلها عضوة في فرقة الفتيات Uni. تي .  

## النشأة والتعليم
ولدت بي وو هي في 21 نوفمبر 1991 في بوسان ، كوريا الجنوبية. تدرس حاليًا في معهد دونغ آه للإعلام والفنون ، وتخصصت في البث الترفيهي. 

## المهنة

### قبل الظهور
كانت ووهي متدربة في وكالة الترفيه التي أغلقت أبوابها الآن ميديا لاين إنترتيمنت ، حيث كان من المقرر أن تظهر لأول مرة ضمن مجموعة الفتيات فيفا غيرلز المكونة من خمسة أعضاء من بينهم لايم وكيونغري. لكن تم إنهاء المشروع في أوائل عام 2011 بسبب الصعوبات المالية داخل الوكالة.[بحاجة لمصدر]
بعد رحيلها من ميديا لاين إنترتيمنت، أصبحت بي متدربة تحت شركة هابي فيس إنترتيمنت ، وظهرت لأول مرة مع فرقة دال شابيت في عام 2012. 

## ديسكغرفي
| سنة  | أغنية          | البوم                 |
| ---- | -------------- | --------------------- |
| 2013 | "قيلولة"       | سكايبريدج             |
| 2013 | "نحو الغد"     | الطاقة اللانهائية OST |
| 2014 | "مرحبا يا حبي" | جانغ بو ري هنا! OST   |

## فيلموغرافيا

### أفلام
| سنة  | عنوان  | دور      | ملحوظة |
| ---- | ------ | -------- | ------ |
| 2014 | نفق 3D | هاي يونغ | ظهور   |

### مسلسلات تلفزيونية
| سنة  | عنوان                         | دور                   | قناة البث   | ملحوظة                   |
| ---- | ----------------------------- | --------------------- | ----------- | ------------------------ |
| 2011 | حلم السامي                    | الطالبة كيرين بايك هي | كي بي إس 2  | دور الكاميو              |
| 2013 | اجنبي 1994                    | ها هي را              | تي في ان    | دور الكاميو              |
| 2013 | قوة لانهائية                  | هان سو جا             | نافير تي في | الدور المساعد            |
| 2015 | العاشق                        |                       | إمنت        | دور الكاميو              |
| 2015 | المثابرة ، جوو هاي را         | صديقة الكلية سي جونغ  | إمنت        | دور الكاميو              |
| 2015 | الوقت الذي لم نكن فيه في الحب | هونغ إيون جونغ        | إس بي إس    | الدور المساعد            |
| 2016 | كل يوم ، وجه جديد             | سول بي                |             | دور أساسي                |
| 2019 | الصفحة الرئيسية للصيف         | جين سو يون            | كي بي اس 2  | الدور المساعد            |
| 2020 | مركز رعاية الولادة            | هي وون                | تي في ان    | الدور المساعد            |
| 2021 | أزمنة                         | جو يو جين             | او سي ان    | دور الكاميو (الحلقة 3-4) |
| 2022 | اقتراح عمل                    | كوه يو را             | اس بي اس    |                          |